# Komitet do Spraw Europejskich
Komitet do Spraw Europejskich – komitet służący współpracy członków Rady Ministrów oraz innych organów administracji rządowej w sprawach związanych z członkostwem Rzeczypospolitej Polskiej w Unii Europejskiej. Utworzony 1 stycznia 2010 roku na mocy ustawy z dnia 27 sierpnia 2009 r. o Komitecie do Spraw Europejskich (Dz.U. z 2024 r. poz. 562). Zastąpił Komitet Integracji Europejskiej.

## Skład Komitetu oraz zasady funkcjonowania
W skład Komitetu wchodzą:
- Przewodniczący Komitetu – minister właściwy do spraw członkostwa Rzeczypospolitej Polskiej w Unii Europejskiej (obecnie minister do spraw Unii Europejskiej Adam Szłapka), który bierze udział w posiedzeniach Komitetu osobiście lub reprezentowany przez sekretarza lub podsekretarza stanu,
- członkowie Rady Ministrów lub wyznaczeni przez nich sekretarze lub podsekretarze stanu,
- Szef Kancelarii Prezesa Rady Ministrów (obecnie Jan Grabiec) lub wyznaczony przez niego sekretarz lub podsekretarz stanu w KPRM,
- Prezes Prokuratorii Generalnej Rzeczypospolitej Polskiej (obecnie Mariusz Haładyj) albo wyznaczony przez niego wiceprezes Prokuratorii Generalnej Rzeczypospolitej Polskiej.

W posiedzeniu Komitetu może brać udział Prezes Rady Ministrów – przewodniczy on wtedy posiedzeniu. Mogą brać w nim udział również inne zaproszone osoby, jednak bez prawa udziału w podejmowaniu rozstrzygnięć.
Komitet obraduje przy obecności co najmniej połowy członków. Rozstrzygnięcia podejmuje w drodze uzgodnienia, w przypadku braku uzgodnienia Przewodniczący Komitetu sporządza protokół rozbieżności, który rozpatrywany jest przez Radę Ministrów. Szczegółowy tryb pracy określa regulamin uchwalony przez Komitet i zatwierdzony przez Radę Ministrów. Obsługę Komitetu zapewnia Kancelaria Prezesa Rady Ministrów.
Zakres działań, do jakich Rada Ministrów może upoważnić Komitet, określa art. 3 ustawy ustanawiającej Komitet. Może on podejmować samodzielnie rozstrzygnięcia w niektórych zagadnieniach lub brać udział w uzgadnianiu projektów dokumentów rządowych związanych ze sprawami europejskimi. Upoważnienia komitetu są określone szczegółowo przez uchwałę Rady Ministrów z dnia 26 stycznia 2010 roku (M.P. z 2010 r. nr 6, poz. 53).

## Zastrzeżenia konstytucyjne
Podczas debaty sejmowej w trakcie I i II czytania ustawy ustanawiającej Komitet, jak i podczas debaty nad zgłoszonymi przez Senat poprawkami, Klub Parlamentarny Prawo i Sprawiedliwość (reprezentowany przez posła Karola Karskiego) zgłaszał zastrzeżenia co do konstytucyjności przekazywania Komitetowi przez Radę Ministrów jej kompetencji własnych. Między innymi z tego powodu posłowie PiS głosowali za odrzuceniem ustawy w I czytaniu oraz przeciwko przyjęciu w głosowaniu nad całością ustawy. Zarzuty odrzucał sekretarz stanu w Ministerstwie Spraw Zagranicznych Jan Borkowski. Zgodnie z jego stanowiskiem ustawa jedynie porządkowała stan prawny i nie zmieniała porządku konstytucyjnego.